# 思想警察

思想警察標誌

思想警察（英語：Thought police），新话中为思警（英語：Thinkpol），是乔治·奥威尔的反乌托邦小说《一九八四》的大洋国的秘密警察。負責發現並懲治思想罪犯（指那些不被英社政權認可的個人或政治思想）。藉由運用犯罪心理学和無所不在的監控（包括告密者电幕、攝影機及麥克風），思想警察監視大洋國的公民，並逮捕所有因挑戰黨與老大哥政權既定權威而犯下思想罪的人。
歐威爾所提出的「管制思想」概念，源自於一個人以直面不悅事實之能力展現出的知識性自我誠實；因此，批判英國社會主流意識形態常使奧威爾與那些意識形態論者——也就是提倡「臭味小正統」的人——產生衝突。

## 《一九八四》
在一九八四年，大洋國政府由內黨主導，透過新话來控制人民的言論、行動與思想，藉由將「不被認可的思想」定義為思想罪。因應這些規範，思想警察將故事主角溫斯頓·史密斯及其情人茱莉亞逮捕，並視為國家的敵人。在與溫斯頓對話時，內黨成員兼隱秘的思想警察官員奥勃良透露，思想警察還會進行偽旗行動，例如假扮成兄弟会成員，以誘使「思想罪犯」現身並將其逮捕。
作為一名臥底，奥勃良送給溫斯頓一本禁書《寡頭政治集體主義的理論與實踐》，該書作者為大洋國的公敵伊曼紐·高斯登；然而，大洋國內兄弟會是否真實存在仍然不明朗，因為奥勃良拒絕告知溫斯頓其真偽。這本書指出：「在大洋國，除了思想警察之外，沒有任何事物能夠有效運作」，因為思想警察是黨維持統治所必須高效運作的唯一機構。每位內黨與外黨公民的住處中皆裝有一個電幕，透過該裝置，思想警察以視聽方式監控民眾是否持有非正統見解，並竊聽那些因追求個人獨立生活而產生心理壓力徵象的跡象，例如在睡夢中脫口而出的言語。思想警察也監視並消滅那些聰明的人，例如辭典編者赛姆，儘管他對黨與老大哥極度忠誠，卻最終被抹消存在，成為所謂的「非人」。
為了消除那些可能成為烈士、激起反黨抵抗的人，思想罪犯會被帶往友愛部，在那裡，思想警察藉由對話、道德與身體上的屈辱，以及在101室進行的酷刑來徹底瓦解他們。在擊潰囚犯意志的過程中，思想警察迫使他們真心接受英社的世界观，並毫無保留地愛戴老大哥。之後，思想警察會將在政治上復原的囚犯釋放回大洋國的主流社會；若發現這些已獲釋的思想罪犯再次犯下新的思想罪，思想警察便會重新逮捕他們，進行進一步的審問與酷刑，最終將其處決，再火化成為所謂的「非人」。
此外，所有曾經認識、熟悉或聽聞任何非人的內黨與外黨成員，必須將其忘卻，以免因記起非人而犯下思想罪。這種防止違抗的自我審查——也就是不獨立思考的意识形态自律——彰顯了新語作為一種社會控制工具在文化層面上的成功。此外，真理部會銷毀所有關於非人的記錄。思想警察通常不干涉大洋國無產者（工人階級）的生活，但會派遣挑撥者在他們中間活動，藉由散播謠言來誘捕、識別並消滅任何展現出智慧與独立思考的無產者，因為這可能引發對黨文化霸權的反叛。

## 其他用法
在二十世紀初期（即《一九八四》出版之前），大日本帝国（1868-1947 年）於1911年成立了特別高等警察，又稱為思想警察，這是一支政治警察部隊，負責調查及管控那些在日本殖民國家中被視為對公共秩序構成威脅的本土政治團體。
在現代用法中，「思想警察」及其變體常用來指涉對社會政治生活中意識形態正統的實際或被感知之強制執行。在北韓，國家安全部（ MSS ）於1973年由金氏王朝成立，其綽號即為北韓的思想警察。